# Commiphora kuneneana
Commiphora kuneneana är en tvåhjärtbladig växtart som beskrevs av Wessel Swanepoel. Commiphora kuneneana ingår i släktet Commiphora och familjen Burseraceae. Inga underarter finns listade i Catalogue of Life.